# Anders And
Anders Fauntleroy And er en berømt figur i Disneys tegnefilm og tegneserier. Selv om han ikke er særligt populær i USA,[kilde mangler] optræder han i mange ugeblade i Europa: I Norge, Tyskland, Sverige, Danmark, Holland, Italien med flere. Hans første optræden var i tegnefilmen "The Wise Little Hen" (Den kloge lille høne) fra 9. juni 1934. Hans karakteristiske stemme blev indtalt af radiokomikeren Clarence Nash, der siden fast lagde stemme til.
Efter Nash' død i 1985 overtog tegnefilmsdubberen Tony Anselmo. Det var i øvrigt Nash selv, der trænede Anselmo til at lyde som Anders And. I Danmark har tre lagt stemme til Anders And: Bjarne H. Hansen, Dick Kaysø og Peter Zhelder. Dick Kaysø og Peter Zhelder lægger stadigvæk stemme til ham.
Anders And, der oftest bor på "Paradisæblevej" i Andeby, har de tre nevøer Rip, Rap og Rup, som i de fleste tilfælde bor hos ham. Desuden er han nevø af Joakim von And og har et godt øje til Andersine And, som han i visse tilfælde er forlovet eller kæreste med, ellers kæmper han om hendes gunst med sin Fætter Højben.

## Anders And på film
Anders And var en bifigur til filmen Den lille kloge Høne, han havde et langt spidst næb og en utrolig kort lunte; der skulle ikke meget til for at udløse et raserianfald hos ham. Klassikerne er fra 1930'erne, hvor Mickey, Fedtmule og Anders er et trekløver, der er film som Mickeys Campingvogn, Tårnuret og Ensomme Spøgelser. Fred Spencer og Dick Lundy var animatorer. Efterhånden opnåede anden større popularitet, hvad der ikke rigtig huede Disney, der ikke brød sig om den krakilske and. Men Anders blev forfremmet til hovedfigur i en serie film, der begyndte med Anders And og Strudsen i 1938. Med den var "ande-teamet" hos Disney født: instruktøren Jack King og assistenterne Carl Barks (den senere serieskaber), Chuck Couch, Harry Reeves og Jack Hannah. Han var stadigvæk en hidsigprop, men han blev gjort mere nuanceret, og nye figurer blev tilføjet som nevøerne Rip, Rap og Rup, kæresten Andersine And og i en enkelt film fætter Guf.

### Krigsindsats
Under anden verdenskrig gjorde krigsudgifterne det nødvendigt at indkræve skat fra ca 15 millioner amerikanere, der aldrig tidligere havde været skattebetalere. Modstanden mod denne nye byrde var betydelig, og finansminister Henry Morgenthau satte Walt Disney i gang med en propagandafilm for at motivere folk til at betale den nye skat med godt humør. Prisen for at lave og distribuere filmen var på ca US$ 80.000. Beløbet udløste politisk debat i senatet. Senator Sheridan Downey fra Californien gik god for filmens positive virkning på folks holdning, og kaldte Anders And "one of our great national characters". New York Times kaldte filmen for "den mest effektive moralfilm udgivet af regeringen" og mente, den havde skabt "en godmodig accept af en tung byrde".
I udgangspunktet udtrykte Morgenthau skuffelse over, at Disneys film gjorde Anders til filmens stjerne, i stedet for den lille figur Mr. Taxpayer (= hr. Skattebetaler). Disney svarede oprørt: "Jeg har givet jer Anders And. Det tilsvarer at få Clark Gable tildelt fra MGM." Det bøjede Morgenthau sig for, og filmen blev færdiggjort i en fart.
Der blev også lavet film om Anders And i militærtjeneste, som han selvfølgelig gør meget klodset. Mest kendt er Der Fuehrers Face fra 1943, i dag tilgængelig på youTube, hvor anden drømmer, at han er i diktaturstaten Nutziland. Desuden medvirkede han i to mindre kendte spillefilm, Saludos Amigos 1943 og The Three Caballeros 1945, der gav et lystigt billede af livet i Latinamerika.

### Efterkrigstiden
Efter krigen blev omgivelserne mere hjemlige, men næppe mere fredfyldte. I 1947 overtog Jack Hannah pladsen som instruktør. Filmene handlede ofte om klammeri med andre, det være sig en bi, Chip og Chap eller noget, han mislykkedes med. Anders var her ofte plageånden, hvis egne drillerier slog tilbage som en boomerang.
Fjernsynets fremmarch i 1950'erne satte snart stopper for de korte tegnefilm, og Jack Hannah blev sat til at redigere Disneys tv-shows og kæde de korte tegnefilm sammen i et længere forløb. Her blev Anders gjort mere sympatisk, men det var eksperten i alt, Raptus von And, der gjorde mest for tv-showet. I et andet tv-show Disney Sjov medvirkede Anders i tv-serierne Rip, Rap og Rup på eventyr, Bonkers, og Rap Sjak. I Rip, Rap og Rup på eventyr, var han sjældent med, men fik et nyt tøj. I Rap Sjak var hans matrostøj skiftet ud med en hawaii-skjorte med røde og hvide blomster. I Bonkers var han også med en kort tid.

## Anders And – hans personlighed og verden

### Avisstriben
Anders And gik til tegneserien allerede tidligt efter sin debut i 1934, hvor han i avisstriber optrådte med sin makker fra The Wise Little Hen, Peter Gris. Fra den 10. februar 1935 blev han en del af Mickeys avisstribe som musens kujonagtige og drillesyge ven, men fra 1936 kaprede han hovedrollen i Silly Symphony-striben. Forfatteren Ted Osborne og tegneren Al Taliaferro, der stod bag serieudgaven af The Wise Little Hen, pressede på, og da det blev en succes kunne forfatteren Bob Karp i samarbejde med Taliaferro lave andens egen avisstribe.
Det blev en populær serie. I de allertidligste serier var Anders en hidsig, ondskabsfuld og pueril and med langt spidst næb og hænder, der knap kunne skelnes fra vinger. Senere blev han mere voksen, da han fik ansvaret for sine tre nevøer Rip, Rap og Rup, og kæresten Andersine kom til sammen med Bedstemor And.

### Tegneseriehæftet
Tegneseriefiguren Anders And blev senere udviklet yderligere af Carl Barks. I de tidlige tegnefilm var han for det meste doven og hidsig; men for at gøre hans figur brugbar til en tegneserie besluttede Barks at udvide hans personlighed. Anders' mest gennemgående karaktertræk er hans notoriske uheld, som desuden har den narrative funktion at give adgang til spændende eventyr, uden at serien udvikler sig for meget. På denne måde kan Anders eksempelvis blive involveret i alverdens skattejagter, og da han altid ender med at miste den fundne gevinst, kan alle historierne starte fra samme udgangspunkt. 
For at give Anders en verden at bo i, skabte Barks byen Andeby i den amerikanske stat Calisota (som er en blanding af de to amerikanske stater Californien og Minnesota) med indbyggere som den rige onkel Joakim von And, den heldige Fætter Højben og den dygtige opfinder Georg Gearløs. 
Anders lægger med sit engelske navn Donald Duck i øvrigt navn til donaldismen, fankulturen omkring Disney-tegneserier og -tegnefilm, som den norske forfatter Jon Gisle udviklede med sin bog af samme navn. 
Anders bor i Andeby på Paradisæblevej 111 med sine tre nevøer Rip, Rap og Rup. De er stort set identiske, men de kan i nogle historier identificeres på, hvilken farve kasket de har på. 
Ifølge Disneytegneserieforfatteren Don Rosa var Anders født et eller andet sted omkring 1920 – men dette er ikke officielt. Ifølge Carl Barks' stamtræ (senere udviklet og genbygget af Don Rosa for den danske udgiver Egmont Serieforlaget) er Anders' forældre Hortensia von And og Rapmus And. Anders har en søster ved navn Della And, men hverken hun eller Anders' forældre optræder i tegnefilmene eller tegneserierne bortset fra særlige steder som eksempelvis i Her er dit liv, Joakim. Ifølge Don Rosa er Anders og Della tvillinger. 
Fra tegnefilmen "Mr. Duck Steps Out" har Anders' kæreste været Andersine And, men han går i stadig fare for at miste hende til den heldige Fætter Højben. I nogle italienske historier er Anders også superhelt under dæknavnet Stålanden.
Anders' onkel, Joakim von And, er den rigeste and i verden.
Sammen med onkelen og nevøerne Rip, Rap og Rup har Anders And rejst jorden rundt til mange forskellige lande og steder. Blandt disse er landet Langtbortistan, hvis navn blev opfundet af den danske oversætter Sonja Rindom og senere er gledet ind i almindeligt, dansk sprogbrug.
I de tidlige historier af Carl Barks havde Anders en hale, der stak langt bagud. Han havde langt næb og lang hals, og hans matrostrøje havde fire knapper. Hans lange hals passede godt til egenskaben nysgerrighed og det lange næb til hans hidsighed, hvilket var to egenskaber, der prægede ham mest. Disse tidlige historier var også præget af en grov komik i stil med tegnefilmene.
Siden fik han et mere strømlinet udseende og kortere næb (dog ikke så kort som visse tegnere i 1960'erne gjorde det!) og kun to knapper på trøjen, et udseende de øvrige andetegnere også tager til sig. Her blev hans natur også mere sammensat, og han ligner mest af alt en tragisk helt. Komikken kommer mere og mere til at ligge i replikkerne.

## Stålanden
Anders And optræder særligt i jumbobøgerne med en hemmelig identitet i form af superhelten Stålanden. Figuren er inspireret af Batman og er skabt af den italienske forfatter Guido Martina i samarbejde med kunstneren Giovan Battista Carpi i 1969 i hans italienske navn Paperinik. Ofte tegnet af Romano Scarpa.
I lighed med inspirationskilden er han maskeret og har et hav af tekniske opfindelser, som han bruger i kamp mod forbryderne og – overvejende! – i kamp for at redde sit andet jeg, Anders And, ud af kniben. Den eneste, som kender hans hemmelige identitet, er opfinderen Georg Gearløs, som har udstyret gamle 313 med moderne udstyr og finurligheder. Det er ikke så tit at Stålanden optræder; næsten kun i Jumbobøger, men har dog også optrådt i Anders And-bladene med en gæstehistorie, hvor Stålanden kæmper mod en tidligere fjende, som nu havde kaldt sig Lord Hvalros.

### Den moderne Ståland
Efter at Stålanden i starten af 1990'erne ikke var benyttet så meget af historieskriverne, forsvandt han næsten ud af Disney-universet indtil 1996, hvor en ny serie, Stålanden på nye eventyr, startede med Stålanden i hovedrollen (umiddelbart inspireret af Marvel universet). Denne relancering af Stålanden gav karakteren det ekstra, der skulle til for at få et godt comeback.
I modsætning til størstedelen af Anders And-tegneserier har denne serie en sammenhængende forløb. I serien optræder kun sjældent de andre figurer fra de normale Anders And tegneserier; oftest er det kun en kort birolle eller en reference, men til gengæld er en mængde nye figurer kommet til. 
Serien starter med, at Anders And er ansat som vicevært i Ducklair Tower, et højhus bygget af mangemilliardæren Everett Ducklair, en fremragende videnskabsmand og opfinder, som forlod Andeby og drog til et tibetansk kloster, Dhasam-Bul. Anders finder Globus, en kunstig intelligens skabt af Ducklair, samt Ducklair's arsenal af våben og opfindelser. Dette bliver starten på Anders' liv som Stålanden.
En mængde temaer var ofte i centrum for historierne, bl.a. tidsrejser og Tidspolitiets kamp med tidspiraterne fra Organisationen, invasion fra rummet af de magtsyge evronianere, Stålandens samarbejde med FBI og meget mere.
Serien fik en fornyelse i 2001, hvilket ændrede markant på historierne. Everett Ducklair vender tilbage, slukker Globus, smider Stålanden ud af Ducklair Tower og genopretter sit gamle imperium. Undervejs bliver Ducklair's to døtre afsløret. De hader begge Everett af grunde, der ikke bliver afsløret til fulde, selvom det bliver antydet, at Everett skilte sig af med deres mor på en eller anden måde.
Denne fornyelse holdt 18 numre, før serien blev afsluttet, dog uden at historierne fik en slutning.

## Kulturkanonen
Barks-historien Anders And og den gyldne hjelm fra 1954 kom i 2006 med i Kulturministeriets kulturkanon.

## Blad nummer 3000
I august 2013 kom blad nummer 3000 regnet fra de danske blade.

## Berømte tegnere/forfattere
- Carl Barks
- Al Taliaferro
- Daniel Branca
- Don Rosa
- Daan Jippes
- Tony Strobl
- Romano Scarpa
- Giorgio Cavazzano
- Vicar
- Marco Rota
- William van Horn